# Ottone VI di Brandeburgo
Ottone VI di Brandeburgo, soprannominato il Piccolo (der Kleine), (3 o 17 novembre 1264 – Kloster Lehnin, 6 luglio 1303) fu margravio di Brandeburgo dal 1267/1280 fino alla sua abdicazione nel 1286.

## Biografia
Era il quarto figlio di Ottone III e Beatrice (Božana in ceco), figlia del re di Boemia Venceslao I. Alla morte del padre, nel 1267, gli succedette come margravio titolare e nel 1280, insieme ai fratelli maggiori sopravvissuti Ottone V il Lungo e Alberto III, come co-reggente a Salzwedel. Nel febbraio 1270, prima a Vienna poi presso la chiesa domenicana della stessa città, sposò Edvige d'Asburgo figlia di Rodolfo d'Asburgo e la sua prima moglie Gertrude di Hohenberg. La moglie però morì tra il 12 gennaio 1285 e il 27 ottobre 1286 senza avergli dato figli. Abdicò nel 1286 all'incirca ventiduenne dopo la morte della moglie per diventare un cavaliere templare, poi divenne monaco cistercense nell'abbazia di Lehnin dove fu sepolto alla sua morte nel 1303.

## Ascendenza
|                                      |                          |                                  | Genitori                             |  |  | Nonni |  |  | Bisnonni                           |  |  | Trisnonni                           |  |
|                                      |                          |                                  |                                      |  |  |       |  |  | Ottone I, margravio di Brandeburgo |  |  | Alberto I, margravio di Brandeburgo |  |
|                                      |                          |                                  |                                      |  |  |       |  |  | Ottone I, margravio di Brandeburgo |  |  | Alberto I, margravio di Brandeburgo |  |
|                                      |                          | Sofia di Winzenburg              |                                      |  |  |       |  |  | Ottone I, margravio di Brandeburgo |  |  |                                     |  |
| Alberto II, margravio di Brandeburgo |                          |                                  |                                      |  |  |       |  |  | Ottone I, margravio di Brandeburgo |  |  |                                     |  |
|                                      |                          | Adele d'Olanda                   | Fiorenzo III, conte d'Olanda         |  |  |       |  |  |                                    |  |  |                                     |  |
|                                      |                          | Adele d'Olanda                   | Fiorenzo III, conte d'Olanda         |  |  |       |  |  |                                    |  |  |                                     |  |
|                                      |                          | Adele d'Olanda                   | Ada di Scozia                        |  |  |       |  |  |                                    |  |  |                                     |  |
| Ottone III, margravio di Brandeburgo |                          | Adele d'Olanda                   |                                      |  |  |       |  |  |                                    |  |  |                                     |  |
|                                      |                          | Corrado II, margravio di Lusazia | Dedi III, margravio di Lusazia       |  |  |       |  |  |                                    |  |  |                                     |  |
|                                      |                          | Corrado II, margravio di Lusazia | Dedi III, margravio di Lusazia       |  |  |       |  |  |                                    |  |  |                                     |  |
|                                      |                          | Corrado II, margravio di Lusazia | Matilde di Heinsberg                 |  |  |       |  |  |                                    |  |  |                                     |  |
| Matilde di Lusazia                   |                          | Corrado II, margravio di Lusazia |                                      |  |  |       |  |  |                                    |  |  |                                     |  |
|                                      |                          | Elisabetta di Polonia            | Miecislao III, granduca di Polonia   |  |  |       |  |  |                                    |  |  |                                     |  |
|                                      |                          | Elisabetta di Polonia            | Miecislao III, granduca di Polonia   |  |  |       |  |  |                                    |  |  |                                     |  |
|                                      |                          | Elisabetta di Polonia            | Elisabetta d'Ungheria                |  |  |       |  |  |                                    |  |  |                                     |  |
| Ottone VI, margravio di Brandeburgo  |                          | Elisabetta di Polonia            |                                      |  |  |       |  |  |                                    |  |  |                                     |  |
|                                      | Ottocaro I, re di Boemia | Vladislao II, re di Boemia       |                                      |  |  |       |  |  |                                    |  |  |                                     |  |
|                                      | Ottocaro I, re di Boemia | Vladislao II, re di Boemia       |                                      |  |  |       |  |  |                                    |  |  |                                     |  |
|                                      | Ottocaro I, re di Boemia | Giuditta di Turingia             |                                      |  |  |       |  |  |                                    |  |  |                                     |  |
| Venceslao I, re di Boemia            | Ottocaro I, re di Boemia |                                  |                                      |  |  |       |  |  |                                    |  |  |                                     |  |
|                                      |                          | Costanza d'Ungheria              | Béla III, re d'Ungheria              |  |  |       |  |  |                                    |  |  |                                     |  |
|                                      |                          | Costanza d'Ungheria              | Béla III, re d'Ungheria              |  |  |       |  |  |                                    |  |  |                                     |  |
|                                      |                          | Costanza d'Ungheria              | Agnese d'Antiochia                   |  |  |       |  |  |                                    |  |  |                                     |  |
| Beatrice di Boemia                   |                          | Costanza d'Ungheria              |                                      |  |  |       |  |  |                                    |  |  |                                     |  |
|                                      |                          | Filippo, duca di Svevia          | Federico I, imperatore dei Romani    |  |  |       |  |  |                                    |  |  |                                     |  |
|                                      |                          | Filippo, duca di Svevia          | Federico I, imperatore dei Romani    |  |  |       |  |  |                                    |  |  |                                     |  |
|                                      |                          | Filippo, duca di Svevia          | Beatrice, contessa di Borgogna       |  |  |       |  |  |                                    |  |  |                                     |  |
| Cunegonda di Svevia                  |                          | Filippo, duca di Svevia          |                                      |  |  |       |  |  |                                    |  |  |                                     |  |
|                                      |                          | Irene Angela                     | Isacco II Angelo, basileus dei Romei |  |  |       |  |  |                                    |  |  |                                     |  |
|                                      |                          | Irene Angela                     | Isacco II Angelo, basileus dei Romei |  |  |       |  |  |                                    |  |  |                                     |  |
|                                      |                          | Irene Angela                     | Irene Tornikaine                     |  |  |       |  |  |                                    |  |  |                                     |  |
|                                      |                          | Irene Angela                     |                                      |  |  |       |  |  |                                    |  |  |                                     |  |